# Esterházy Gábor
Esterházy Gábor (galántai gróf) (1673. április 15. – 1704 eleje) császári ezredes, főispán.

## Családja
Gróf Esterházy Pál és Esterházy Orsolya fia volt. 1694-ben feleségül vette gróf Traun-Abensberg Ottó és báró Zinzendorf Mária hajadon leányát, Margitot (*1677. október 21.). Házasságukból egy fiú és egy leány származott: József még gyermekként halt meg 1700 előtt, Marianna viszont felnőttkort ért (1720-ban gróf Salm-Reifferscheid Károlyné).

## Élete
Iskoláit Bécsben végezte. Birodalmi lovag (1690), kamarás és királyi tanácsos lett. Előbb Fejér (1689–1691), majd 1691-től Zala és Somogy vármegye főispánja, 1701-től császári ezredes és egy magyar lovasezred parancsnoka. Himlőben hunyt el.

## Munkái
Hungaria Triumphans sive S. Ladislaus Rex Hungariae… in Basilica D. Stephani Nomine Inclytae Nation. Hung. panegyris laudat. Viennae, 1689. 27. Junii.